# Spółdzielczy Dom Handlowy „Central” w Łodzi
Spółdzielczy Dom Handlowy „Central” (SDH „Central”) – brutalistyczny dom towarowy i biurowiec znajdujący się w Łodzi przy ul. Piotrkowskiej 165/169, wzniesiony w latach 1959–1972 według projektu Macieja Gintowta, Ewy Krasińskiej i Macieja Krasińskiego dla Powszechnej Spółdzielni Spożywców „Społem”.

## Historia
Pierwotnie w miejscu domu towarowego znajdowały się kamienice, a w podwórzu działała przędzalnia I. Neufelda.
SDH „Central”, trzypiętrowy budynek handlowy wraz z liczącym 45 metrów wysokości 13-piętrowym biurowcem, otwarto 29 sierpnia w 1972 roku jako jeden z oddziałów Powszechnej Spółdzielni Spożywców „Społem”.
Pierwszym dyrektorem oddziału w latach 1972–1988 był ekonomista – Lech Sosnowski. W okresie pełnienia przez niego funkcji dyrektora SDH „Central”, osiągał nawet ponad 3–krotnie większe obroty wobec planowanych oraz 2–3 krotnie wyższe niż w innych domach handlowych. Sukces ten wynikał m.in. ze ścisłej współpracy z przemysłem – przed uruchomieniem produkcji, w „Centralu” przedstawiano m.in. planowane do wyprodukowania wzory produktów. Klienci sklepu mogli głosować na najbardziej atrakcyjne. Te, które wzbudziły najmniejsze zainteresowanie, nie były produkowane i wystawiane do sprzedaży.
Ponadto „Central” prowadził bezdewizową, międzynarodową wymianę towarową. Sprowadzano ze Związku Radzieckiego kolorowe telewizory i szampana, z NRD – dziecięce ubrania, proszki do prania, zegarki, z Węgier – kosmetyki, z Holandii – płytki ceramiczne, a oraz prowadzono wymianę handlową z przedsiębiorstwami z Czechosłowacji, RFN, Austrii i Bułgarii „Central” posiadał w asortymencie produkty niedostępne lub trudno dostępne w sklepach Polsce. W latach 70. i 80. XX w. SDH „Central” należał do najlepiej zaopatrzonych domów towarowych w Polsce, osiągając największy średni obrót w przeliczeniu na 1m² sklepu, a także w przeliczeniu na jednego zatrudnionego pracownika oraz najmniejszą liczbę pracowników administracji. Sklep zatrudniał ponad tysiąc osób, w tym około 40 pracowników administracji i odwiedzało go nawet 100 tys. klientów dziennie, dokonując około 40 tys. transakcji.
W latach 70. był to jeden z najnowocześniejszych budynków w Łodzi – ruchome schody, które same w sobie przyciągały tłumy, charakterystyczny neon ze stopniowo ubierającymi się mężczyzną i kobietą i artykuły sprowadzane z zagranicy sprawiły, że stał się wizytówką Łodzi. W latach świetności sklepu, autokary pełne klientów z całej Polski przyjeżdżały pod Central, który oferował deficytowe towary tekstylne, spożywcze i przemysłowe. W 1990 roku, na skutek decentralizacji i podziału PSS Społem przekształcił się w samodzielną spółkę SDH Central.
W 1991 roku, po przeciwnej stronie skrzyżowania, powstał sklep Central II. Obecnie SDH Central, to dwa domy handlowe o łącznej powierzchni 24 100 m².

## Neony

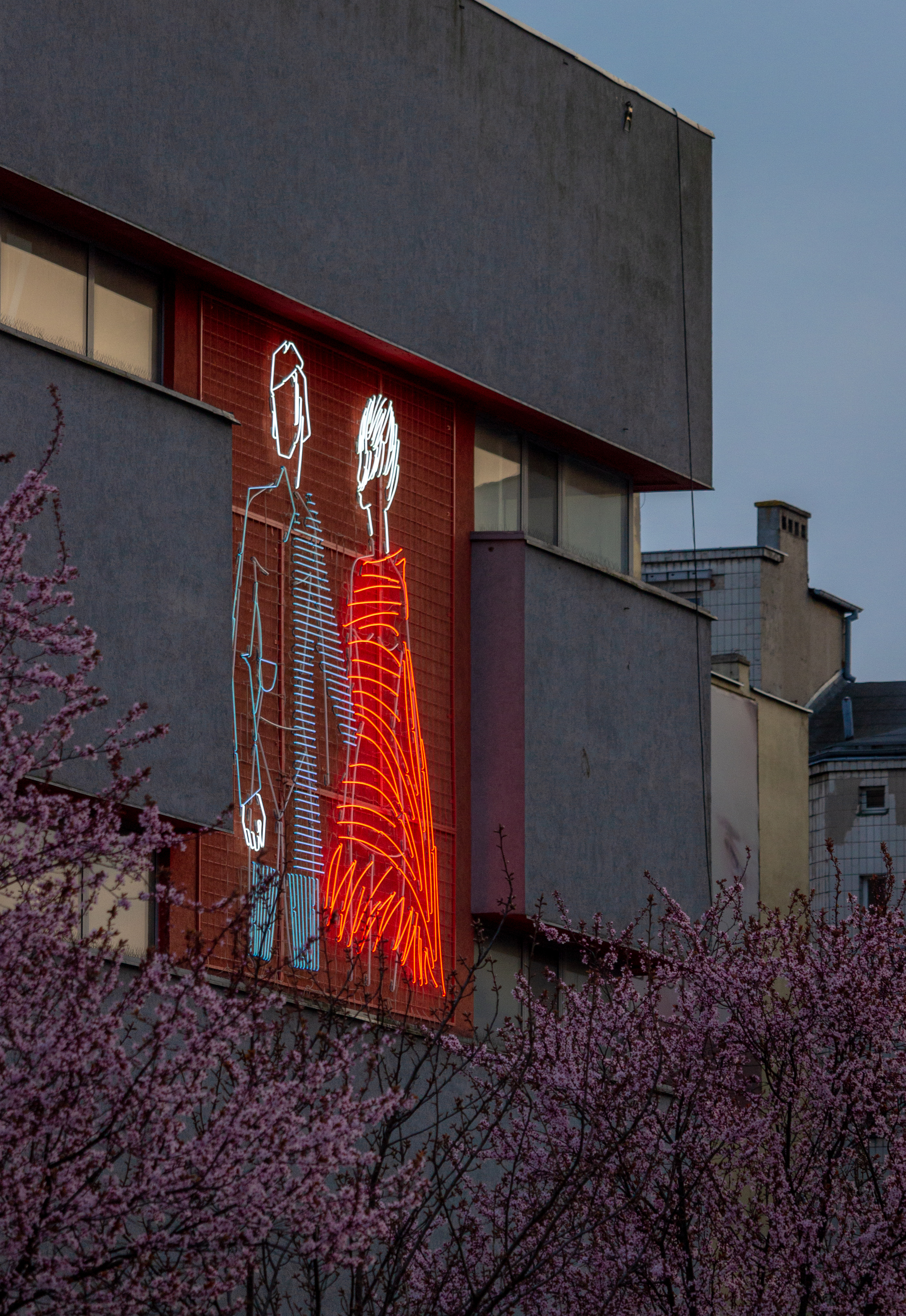
Neon Ubierającej się pary na budynku "Centralu"

Ubierająca się para – neon reklamowy znajdujący się na elewacji dawnego Domu Handlowego „Central” w Łodzi przy al. Mickiewicza 17. Uznawany za jedną z ikon łódzkiej kultury wizualnej i jeden z najbardziej rozpoznawalnych przykładów reklamy świetlnej okresu PRL-u.
Neon został uruchomiony 29 sierpnia 1972 roku, w dniu otwarcia Centralu. Zaprojektował go Zdzisław Bek – łódzki artysta plastyk, autor wielu projektów neonów reklamowych z tamtego okresu. Przedstawiał animowane sylwetki kobiety i mężczyzny, które „ubierały się” – poprzez kolejne sekwencje światła ukazywały się sukienka i marynarka. Instalacja miała wymiary około 520 × 620 cm i składała się z sześciu faz animacji.
Neon funkcjonował przez kilkadziesiąt lat, jednak w latach 90. został zdemontowany z powodu zużycia technicznego i braku konserwacji. W 2022 roku, z okazji 50-lecia istnienia budynku, neon został zrekonstruowany przez firmę Kapilar z Antoniewa na podstawie oryginalnej dokumentacji technicznej. Nowa wersja została wykonana w technologii LED, przy zachowaniu pierwotnej formy i kolorystyki: biały kontur postaci, czerwona sukienka i niebieski garnitur. Ponownie rozbłysnął podczas Light Move Festival we wrześniu 2022 roku.
Na elewacji budynku, od strony ul. Piotrkowskiej, znajdował się także neon z logo spółdzielni „Społem”. Po jego demontażu w latach 90., również został odtworzony w 2022 roku. Obecna wersja przedstawia logotyp „Społem Coop”, zgodny z identyfikacją wizualną spółdzielczości międzynarodowej.

## Nagrody
- przechodni puchar prezesa CZSS „Społem” (1973, 1974, 1975)[13].

Lokalizacja budynków
| Central I ul. Piotrkowska 165/169 90-447 Łódź 51°45′31″N 19°27′27″E/51,758611 19,457500 | Central II al. Piłsudskiego 6 90-051 Łódź 51°45′36,3″N 19°27′35,0″E/51,760083 19,459722 |